# Dominique Kelsen
Dominique Kelsen (fl. XX secolo) è stato un calciatore lussemburghese, di ruolo centrocampista.

## Carriera

### Nazionale
Venne convocato dalla nazionale lussemburghese che partecipò ai Giochi olimpici di Anversa, tuttavia non disputò neanche una partita.

## Palmarès

### Club

#### Competizioni nazionali
- Campionato lussemburghese: 1

Fola Esch: 1919-1920